# Fernet Branca

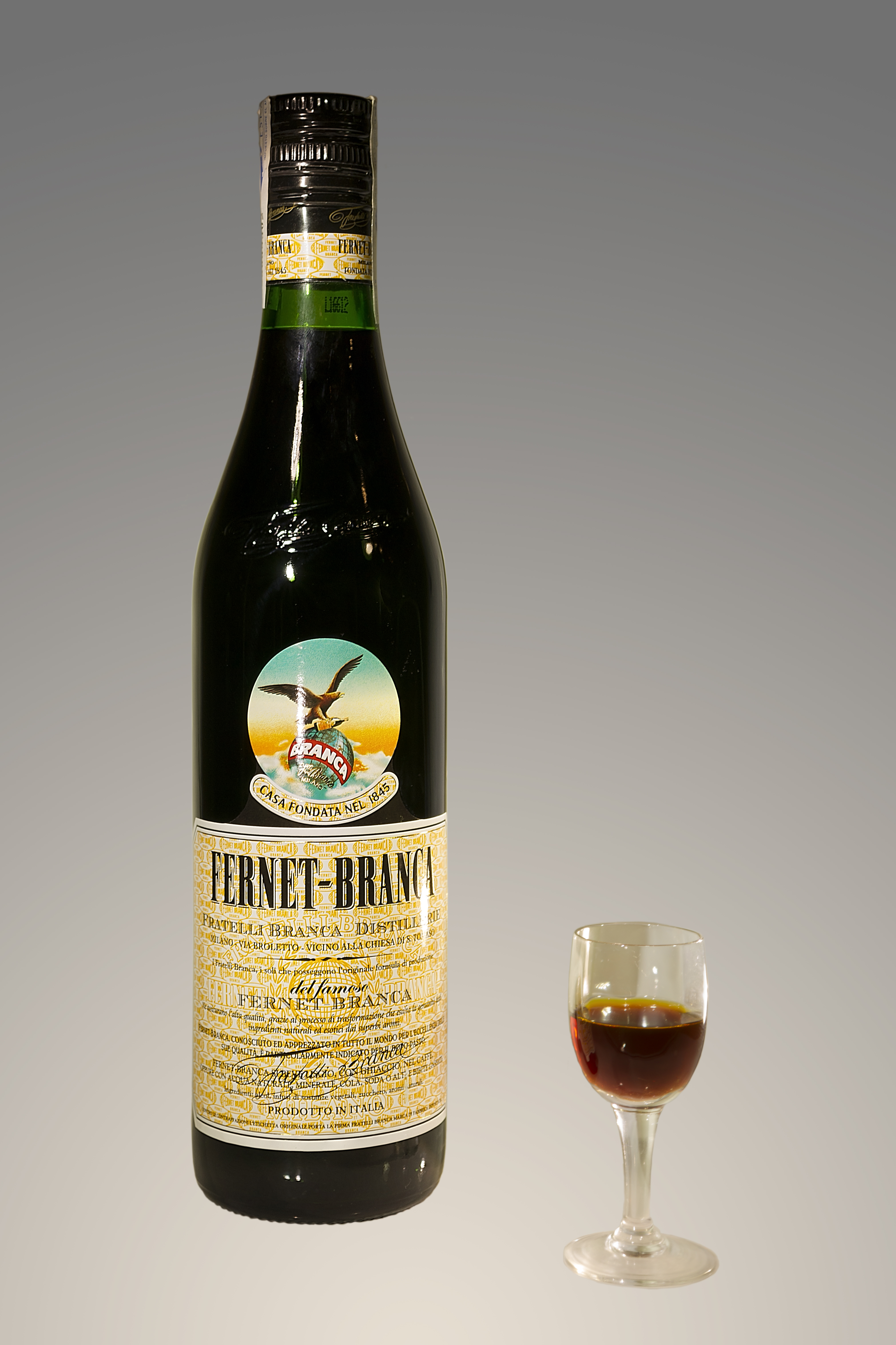
Fernet Branca

Fernet-Branca är en italiensk fruktig spritdryck, en fernet. Den är eldig och har en mycket bitter kryddsmak, främst av pepparmynta. Drycken innehåller även malörtbitterhet som man kan känna i eftersmaken. Fernet-Branca dricks oftast rent, som återställare, magmedicin eller digestif efter maten. I Argentina är det populärt att blanda Fernet-Branca och Coca-cola, en så kallad "Fernet con Coca" eller "Fernet-Cola". Spritdrycken innehåller 39 % alkohol. Drycken uppfanns av Bernardino Branca 1845 i Milano.